# Planetárium Eise Eisinga
Planetárium Eise Eisinga je mechanické planetárium z 18. století nacházející se ve městě Franeker (provincie Frísko, Nizozemsko). Je nejstarším fungujícím planetáriem na světě. Je veřejně přístupné, od roku 1990 součást tzv. „100 top památek Nizozemska“ (nizozemsky Top 100 van de Rijksdienst voor de Monumentenzorg). Sestavil jej ve svém domě Eise Eisinga v letech 1774 až 1781. Model slunečního systému, poháněný kyvadlovými hodinami, od svého dokončení v roce 1781 ukazuje aktuální polohu planet pomocí stropního číselníku v obývacím pokoji domu. Soustrojí ukazuje nejen pohyby planet (až k Saturnu včetně) v reálném čase v měřítku jeden milimetr ku 1 miliardě kilometrů, ale také východ a západ Slunce a také východ a západ Měsíce pomocí hodin připevněných na stěně; zobrazuje se také poloha Měsíce, znamení zvěrokruhu a datum.
Od září 2023 je součástí světového kulturního dědictví UNESCO. 

## Fotogalerie

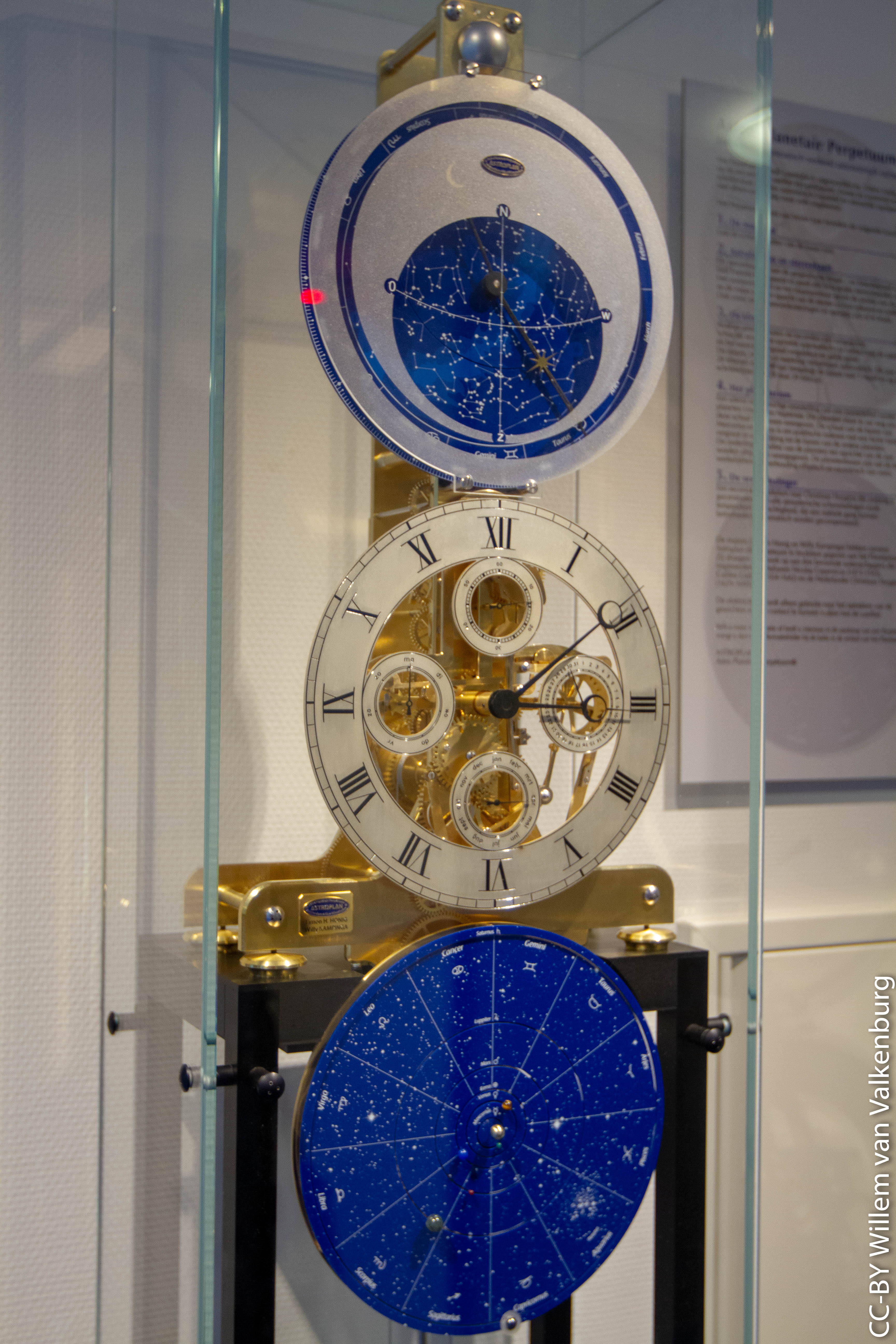
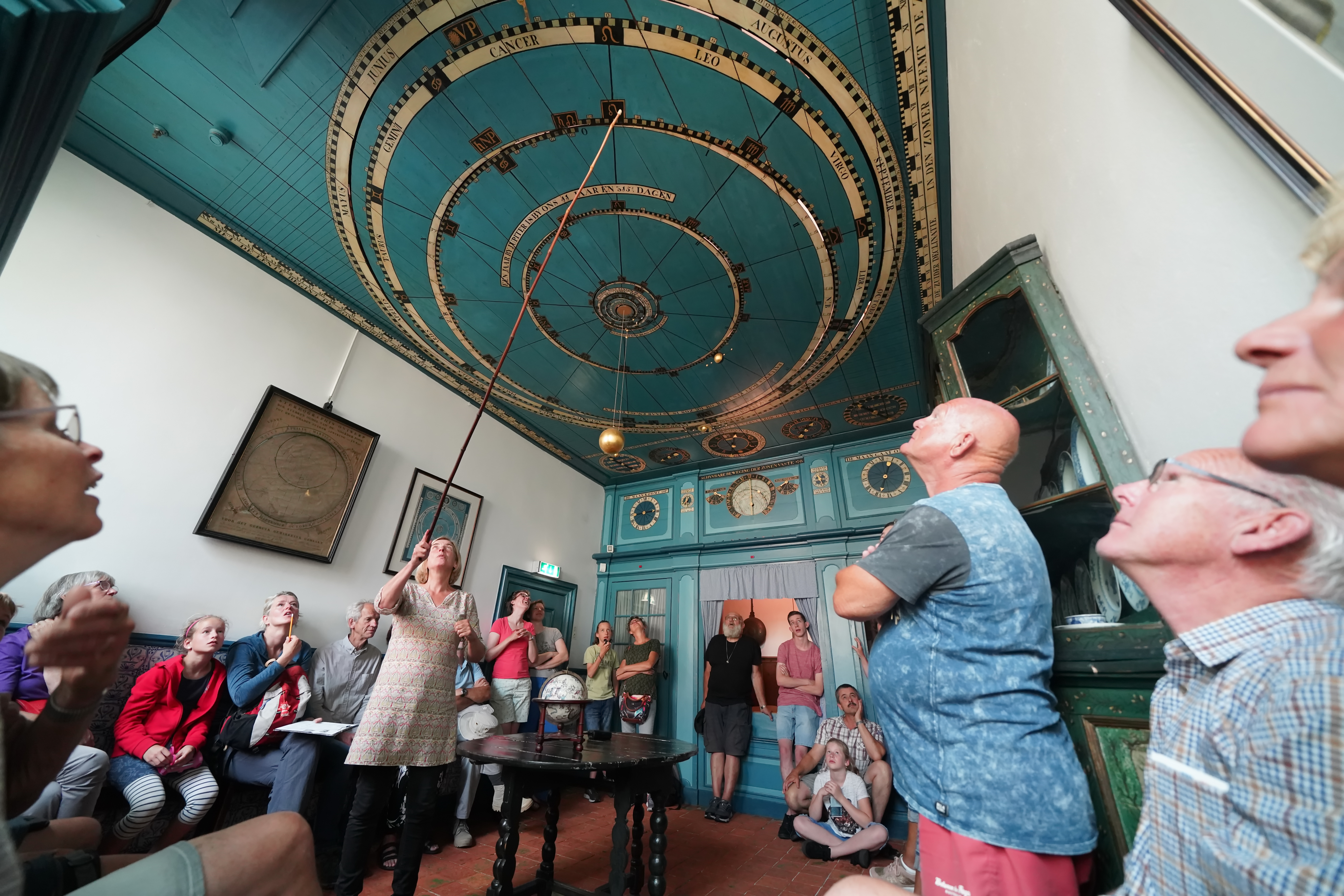
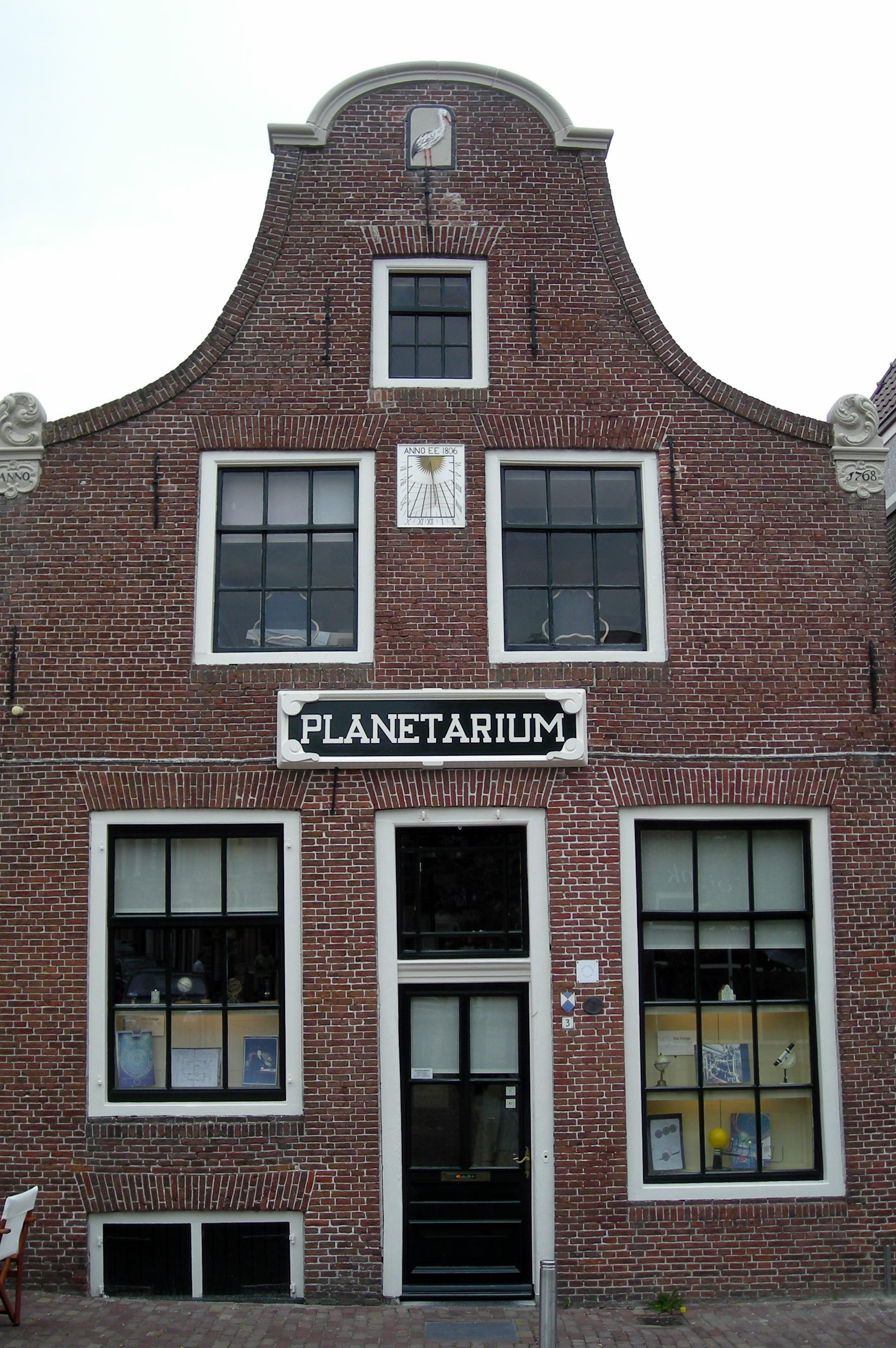
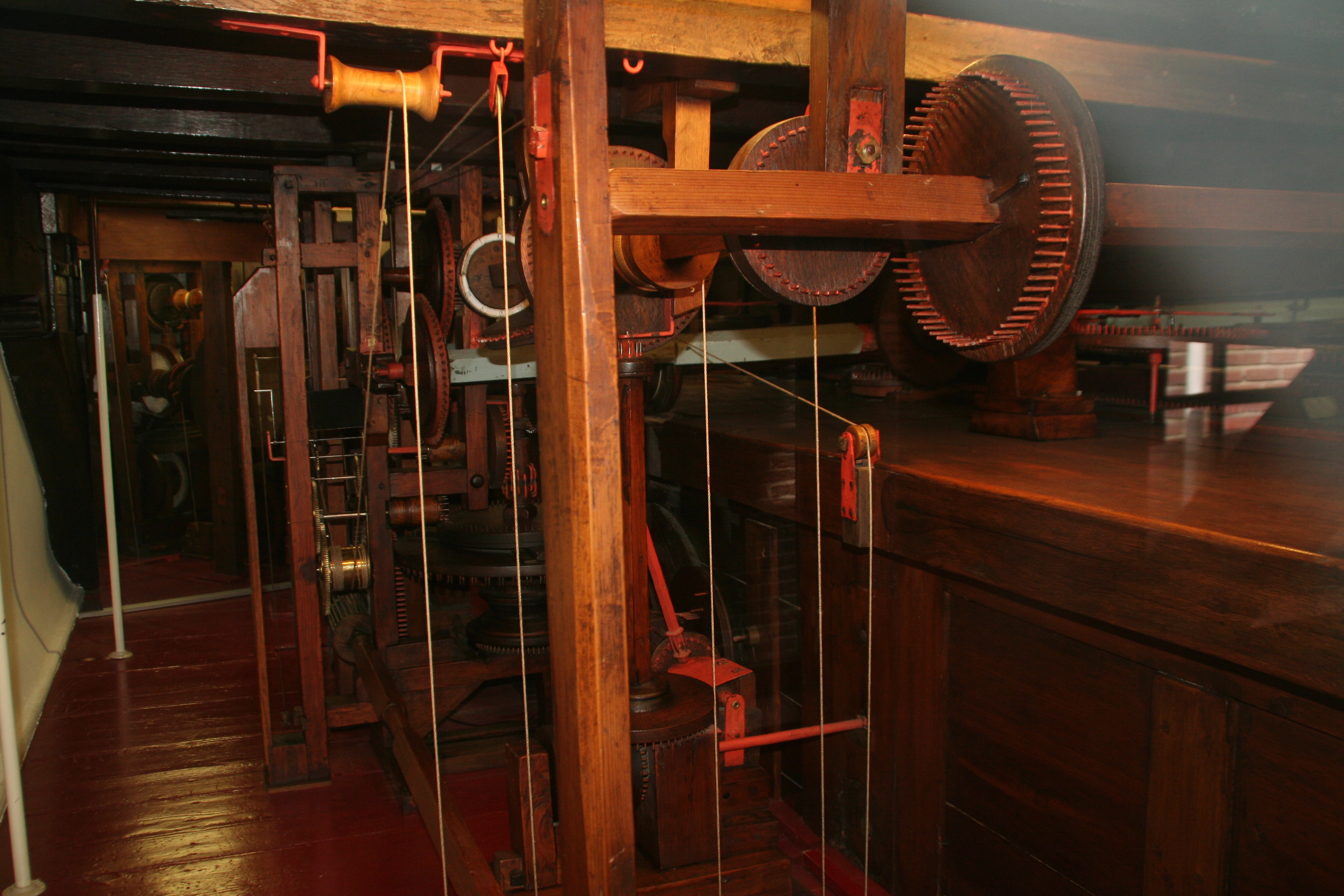